# 3984 Шако
3984 Шако (3984 Chacos) — астероїд головного поясу, відкритий 21 вересня 1984 року.
Тіссеранів параметр щодо Юпітера — 3,479.